# Vinovo
Vinovo là một đô thị ở tỉnh Torino trong vùng Piedmont, có vị trí cách khoảng 14 km về phía tây nam của Torino, nước Ý. Tại thời điểm ngày 31 tháng 12 năm 2004, đô thị này có dân số 13.563 người và diện tích là 17,7 km².
Đô thị Vinovo có các frazioni (các đơn vị trực thuộc, chủ yếu là các làng) garino and tetti grella.
Vinovo giáp các đô thị: Moncalieri, Nichelino, Candiolo, La Loggia, Piobesi Torinese, và Carignano.